# Jakab Antal (újságíró)
Jakab Antal (Szatmárnémeti, 1914. augusztus 13. – Kolozsvár, 2000.) magyar újságíró, közíró. K. Jakab Antal atyja.

## Életútja
Debrecenben érettségizett (1932), édesapjától a kőművesmesterséget is eltanulta. Mint székelyföldi riporter ízes nyelvezetével tűnt fel a Brassói Lapok hasábjain. 1941-től a sepsiszentgyörgyi Székely Nép, 1943-tól a marosvásárhelyi Székely Szó belső munkatársa.
1944 után szülővárosában kapcsolódott be a Magyar Népi Szövetség (MNSZ) munkájába. Irtsuk ki a sovinizmus maradványait című brosúrájával (Dolgozó Magyar Nép Kiskönyvtára, 1948) hozzájárult a román–magyar együttélés konszolidációjához. Bukarestben a Romániai Magyar Szó munkatársa lett, majd az 1950-es években kőműves, vasesztergályos, később Kolozsvárt nyugalomba vonulásáig a Kutató és Tervező Intézet technikusa.